# Гослесопитомника (Башкортостан)
Гослесопитомника — упразднённый посёлок  в Хайбуллинском районе Башкортостана. Входил на год упразднения в Ивановский сельсовет.

## География
Располагался на р. Тиргамыш в 32 км к северо-западу от с. Акъяр.

## История
Основан в конце 1940‑х гг.  в связи с организацией Государственного лесопитомника.
Исключён из списков населённых пунктов в 1981 году согласно Указу Президиума ВС Башкирской АССР от 12.02.1981 N 6-2/66 «Об исключении некоторых населенных пунктов из учетных данных по административно-территориальному делению Башкирской АССР». Он гласил:

В связи с перечислением жителей и фактическим прекращением существования исключить из учетных данных по административно-территориальному делению Башкирской АССР следующие населенные пункты:
…
по Хайбуллинскому району
п. Гослесопитомника Ивановского сельсовета

д. Ишмухаметово Татыр-Узякского сельсовета — http://bashkortostan.news-city.info/docs/sistemao/dok_keqijo.htm

## Население
В 1959 -  27 человек, в 1969 – 40..